# Bossiaea cinerea
Espèce
Bossiaea cinerea, communément appelée bossiaea voyante, est une espèce de plantes à fleurs de la famille des Fabaceae et du genre Bossiaea. C'est un arbuste originaire d'Australie.

## Description
C'est un arbuste à tige velue qui pousse jusqu'à 2 m de hauteur et de largeur. Il peut pousser en plein soleil mais préfère la mi-ombre.

## Galerie

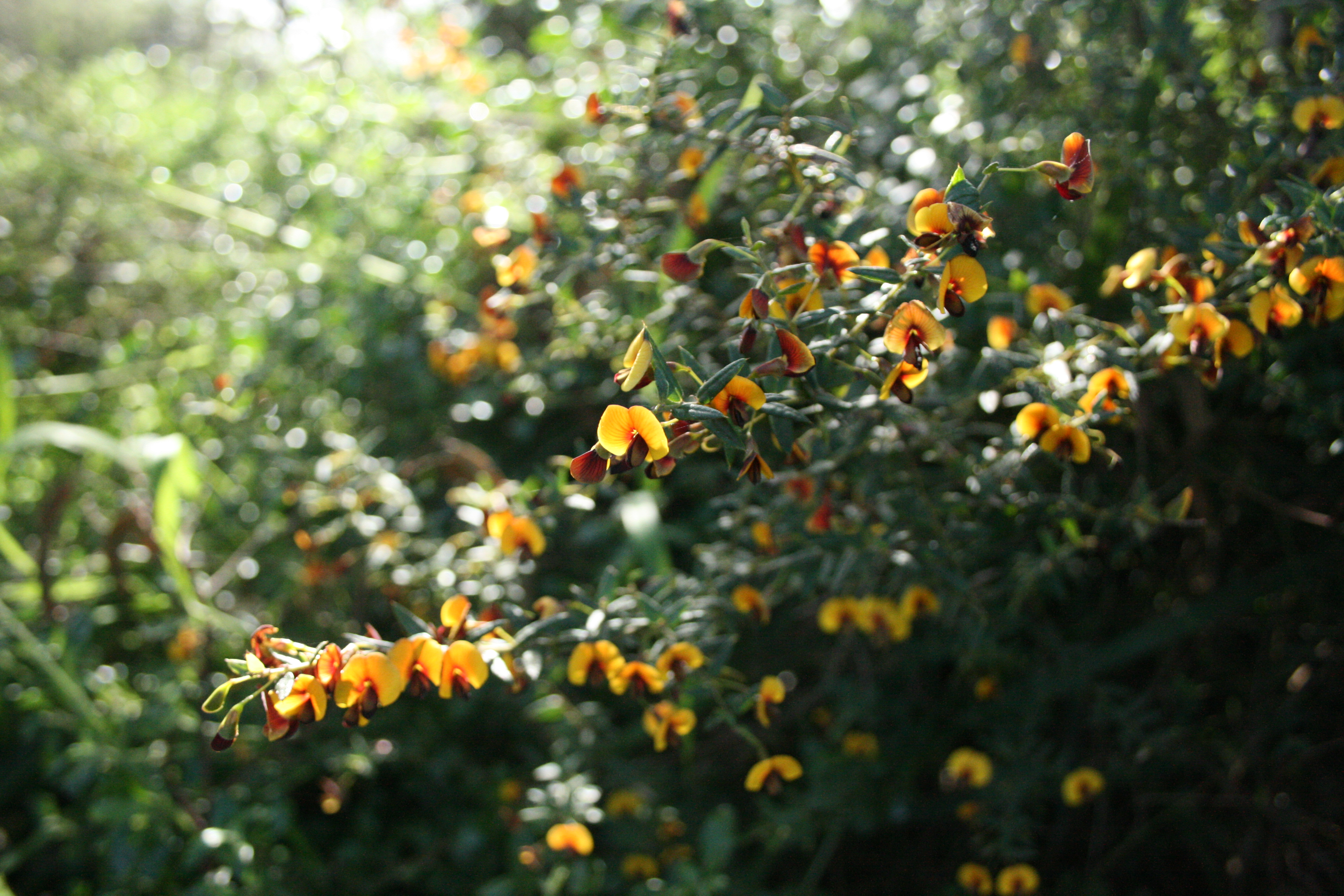
Les nombreuses fleurs poussant individuellement le long de la tige.
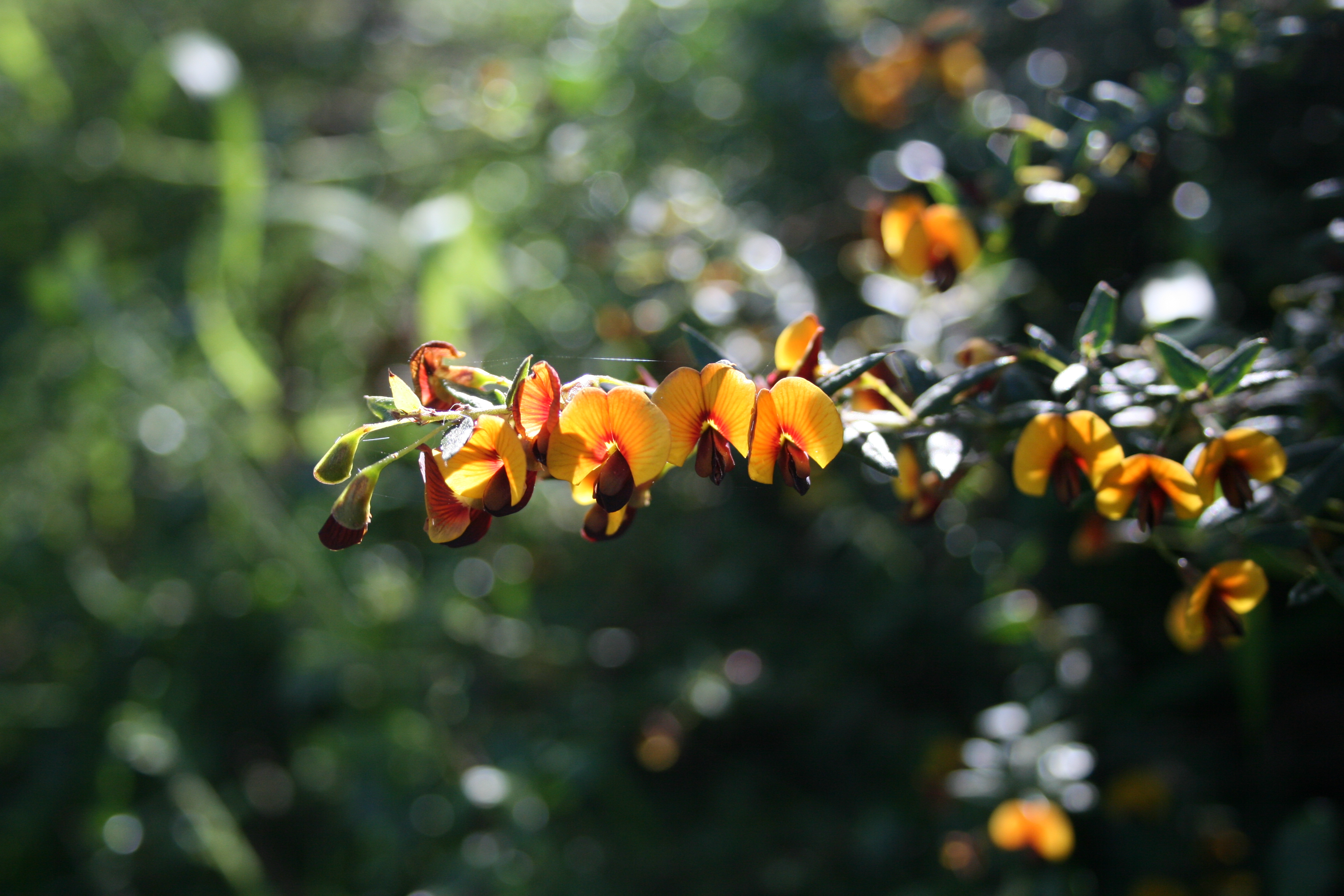
Une vue rapprochée des fleurs de Bossiaea cinerea.
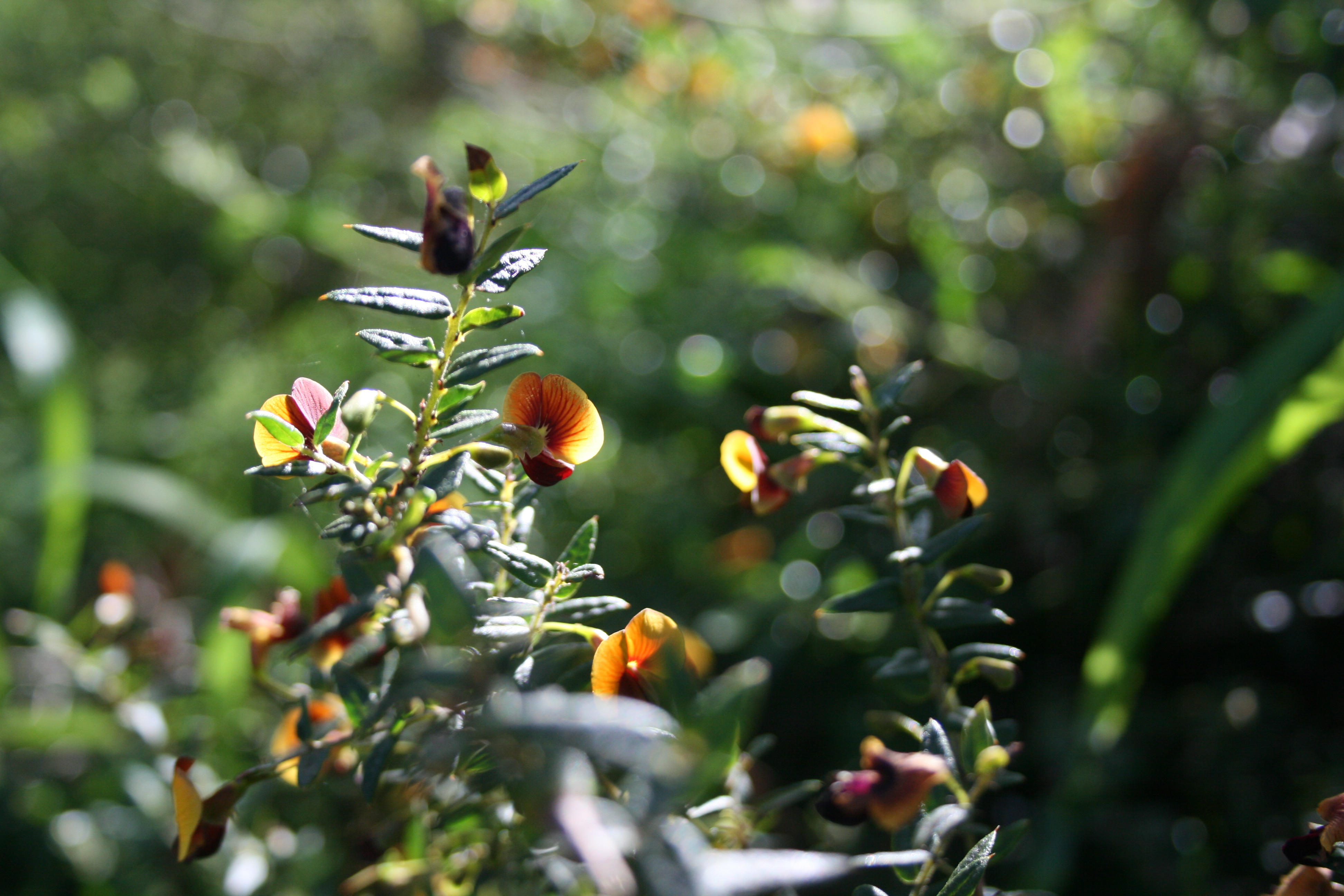
Image montrant le dos de la fleur et la disposition des feuilles en alternance.
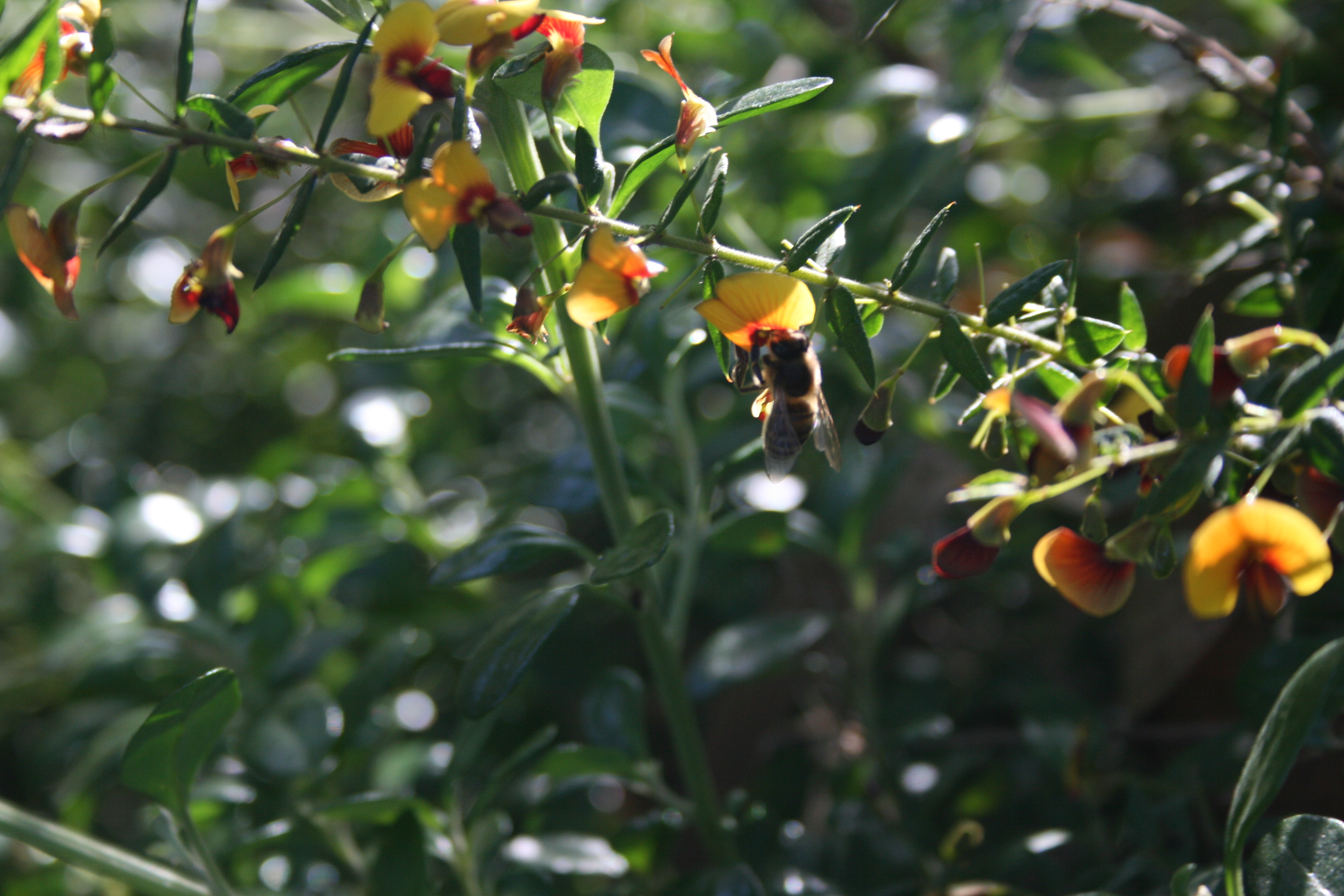
Pollinisation de Bossiaea cinerea par une abeille (d'espèce inconnue).